# Mosese Tuipulotu
Mosese Tuipulotu (Melbourne, Australia, 5 de mayo de 2001) es un jugador profesional australiano de rugby que se desempeña en la posición de centro interior en New South Wales Waratahs, equipo perteneciente a la liga Súper Rugby.

## Carrera
En 2020, Tuipulotu se unió al equipo Eastern Suburbs RFC (2020-2022), después pasó a New South Wales Waratahs, donde lleva jugando dos temporadas.